# Mudrák Attila
Mudrák Attila (Esztergom, 1958–) fotóművész.

## Munkássága
Szakterülete a tárgyfotózás, azon belül a műtárgyfotózás. Munkáin leginkább egyházművészeti műtárgyakat, illetve a Kárpát-medence szakrális, vallási kulturális építészeti örökségét rögzíti. Művészként pedig az építészet és a természeti táj kapcsolatát vizsgálja. Táj- és városképeit, valamint műtárgyfotóit albumokban, könyvekben, folyóiratokban, naptárakban publikálja. Fotográfusi szemléletét alapvetően a konstruktivitás és a líraiság különös ötvözete jellemzi. 
Az Esztergomi Művészek Céhe alapítótagja, a Magyar Fotóművészek Szövetségének és a  Magyar Alkotóművészek Országos Egyesületének tagja.

## Tanulmányai
- 1976: Temesvári Pelbárt Gimnázium (érettségi)
- 1982: Könnyűipari Műszaki Főiskola, nyomdaipari mérnöki diploma

## Szakmai tevékenység
- 1976-1980: fényképészgyakornok Szelényi Károly mellett a Corvina Könyvkiadónál
- 1980-: Keresztény Múzeum fotográfusa

## Díjak, kitüntetések
- 2002: Esztergomért emlékérem
- 2008: Esztergom város Babits-díja

## Válogatott egyéni kiállítások
- Dömös, Dömösi Galéria, 1986
- Bécs, Galerie Ikarus, 1989
- Esztergom, Sugár Galéria, 1993
- Esztergom, Sugár Galéria, 2001
- Esztergom, El Greco Galéria, 2007 (Molnár Lászlóval)
- Esztergom, Sugár Galéria, 1993
- Eger, Dobó Galéria 2001
- Esztergom, Keresztény Múzeum, 2011
- Esztergom, Szent Adalbert Központ, 2014
- Budapest, Nemzeti Színház, 2004
- Budapest, KÖH Örökség Galéria, 2011
- Veszprém, Boldog Gizella Főegyházmegyei Gyűjtemény, 2013